# Hemanthias vivanus
Hemanthias vivanus är en fiskart som först beskrevs av Jordan och Swain, 1885.  Hemanthias vivanus ingår i släktet Hemanthias och familjen havsabborrfiskar. Inga underarter finns listade i Catalogue of Life.